# Lesní roh
Lesní roh je žesťový hudební nástroj s kónickou trubicí, pevné místo v orchestrech má již od 18. století.
Vyvinul se z loveckých nástrojů používaných pro hraní fanfár a signálů při lovu zvěře. Od přelomu 17. a 18. století se používá v orchestrech. Přibližně od roku 1814 je opatřován ventily, což umožňuje hrát celý chromatický rozsah tónů.

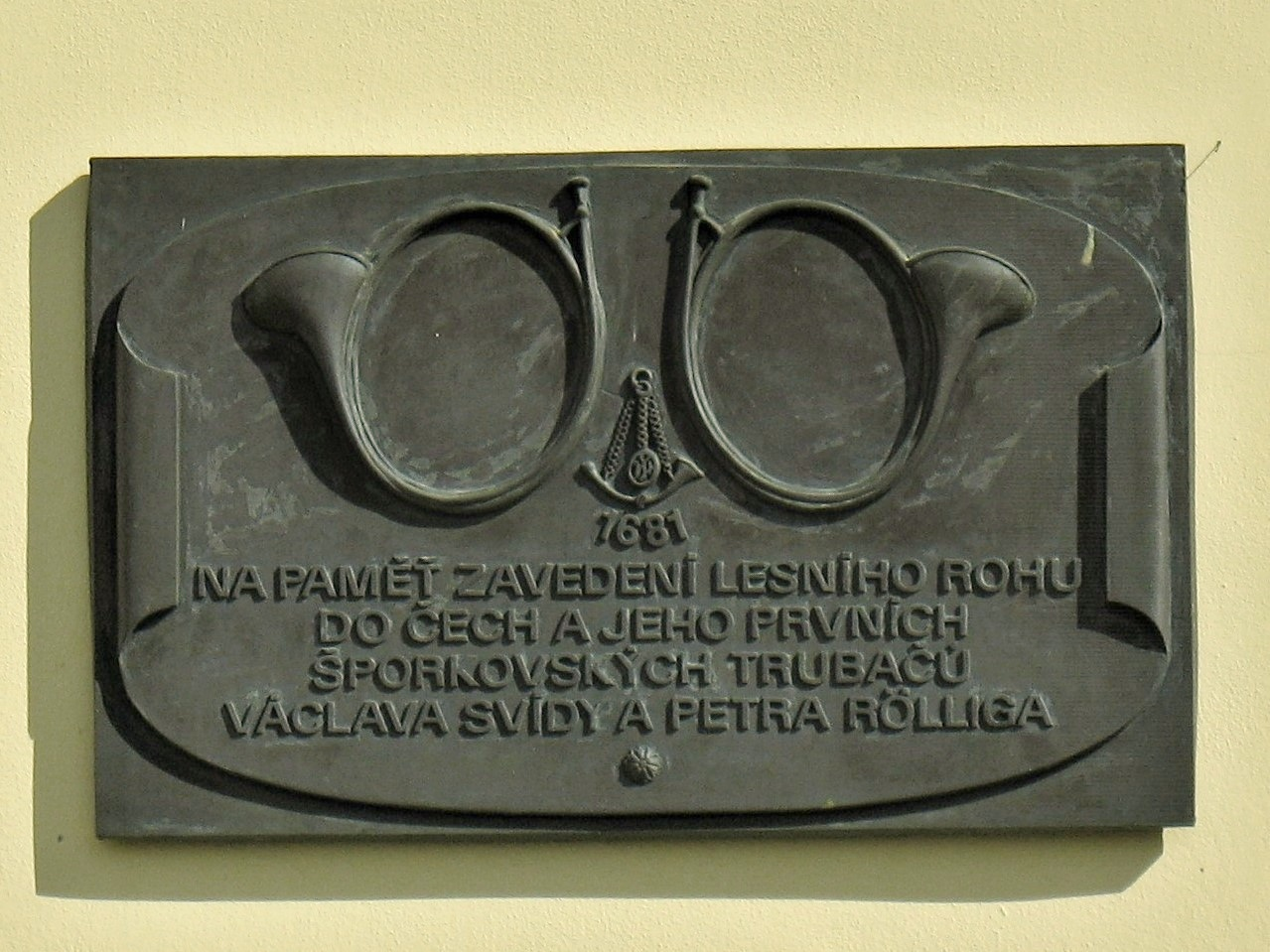
Pamětní deska na zámku v Lysé nad Labem se jmény Šporkových trubačů Václava Svídy a Petra Rölliga, připomínající uvedení lesního rohu v Čechách v roce 1681

Má charakteristický stočený tvar, zvuková trubice má délku přes 4 metry a je zakončena širokým ozvučníkem. Při hře se drží ozvučníkem vpravo dolů: pravá ruka jej podpírá zevnitř; proto má lesní roh ventilovou soustavu (se čtyřmi ventily) uzpůsobenou pro levou ruku, na rozdíl od většiny ostatních žesťových nástrojů. Jeho tónový rozsah jsou čtyři oktávy i více, podle zdatnosti hráče. V současnosti nejpoužívanější jsou dvojité lesní rohy (viz obrázek), které v sobě integrují roh v F ladění a roh v ladění o kvartu výše, v B; hráč je může měnit pomocí čtvrté klapky ovládané palcem. Tento systém rozšiřuje tónový rozsah nástroje a umožňuje jistější hraní